# Orthosia cruda
Espèce
Orthosia cruda, la Téniocampe ambiguë ou Orthosie farineuse, est une espèce de lépidoptères (papillons) de la famille des Noctuidae et de la sous-famille des Hadeninae.
Voir comparaison avec espèces proches sur le site lepinet.fr : Orthosia cerasi